# Old Mornings Dawn
Old Mornings Dawn es el séptimo álbum de la banda austríaca de black metal y epic black metal/Ambient black metal Summoning. Con dos canciones extra contenidas en la caja recopilatoria (en verde bosque, blanco y naranja; versiones de vinilo dobles LP), este álbum es el más largo que ha publicado la banda hasta la fecha. El arte de la portada está basado en una pintura de George Hetzel: Rocky Gorge. 

Silenius comentó que el título del álbum: "Old Mornings Dawn no hace referencia a un álbum conceptual, pero esta vez nosotros experimentamos con las historias y leyendas de Eärendil el marinero: mitad hombre, mitad elfo, ancestro de los reyes de Númenor, con el Silmaril en su frente se convirtió en inmortal. Cuatro canciones tratan de este tema. Las letras de otras dos canciones están tomadas de los poemas "City of Present Sorrow" y "Town of Dreams", dos poemas muy viejos de J. R. R. Tolkien escritos al mismo tiempo cuando empezó la Primera Guerra Mundial. El resto de las letras provienen de escritores desconocidos o están escritas por mí y, como siempre, están estrechamente entretejidas con el universo de Tolkien".

## Listado de canciones
- Todas las canciones por Summoning. (2013 Summoning/Iron Avantgarde Publishing)

| N.º | Título                                  | Duración |  |
| 1.  | «Evernight» (instrumental)              | 02:48    |  |
| 2.  | «Flammifer»                             | 07:07    |  |
| 3.  | «Old Mornings Dawn»                     | 09:29    |  |
| 4.  | «The White Tower»                       | 09:35    |  |
| 5.  | «Caradhras»                             | 09:31    |  |
| 6.  | «Of Pale White Morns and Darkened Eves» | 08:22    |  |
| 7.  | «The Wandering Fire»                    | 08:02    |  |
| 8.  | «Earthshine»                            | 09:33    |  |

| Bonus tracks |                                           |          |  |
| N.º          | Título                                    | Duración |  |
| 9.           | «The Darkening of Valinor» (instrumental) | 04:04    |  |
| 10.          | «With Fire and Sword»                     | 06:46    |  |

## Formación
- Protector - guitarras, teclados, batería programada, voces en las canciones 4, 7, 8 y 10, coros en 3.
- Silenius - teclados, bajo, voces en las canciones 2, 3, 5 y 6.
- Erika Szűcs - voz en 1 y 4.
- David Says - palabras habladas en 3 y 8.

## Posiciones en las listas
| Listas (2013)                       | Posición más alta |
| ----------------------------------- | ----------------- |
| Bélgica (Ultratop valona)           | 193               |
| Finlandia (Suomen Virallinen Lista) | 24                |
| Alemania (Media Control Charts)     | 98                |
| Suecia (Sverigetopplistan)          | 51                |
| Suiza (Schweizer Hitparade)         | 99                |